# Steeple Bumpstead
Pour l’article homonyme, voir Bumpstead.
Steeple Bumpstead est un village d'Angleterre dans le district de Braintree (Essex) situé à 4,8 km au sud de Haverhill.

## Personnalités
- Edith Cavell